# Philosciidae
Philosciidae é uma família de tatuzinhos (crustáceos isópodos terrestres ). Eles ocorrem em quase todos os lugares da Terra, com a maioria das espécies encontradas na América (sub)tropical, África e Oceania, e apenas algumas no Holoártico .
Em 2015 espécies troglóbias foram identificadas em cavernas da Chapada Diamantina, na Bahia.

## Gêneros
Esta é uma lista de 123 gêneros da família Philosciidae, atualizada em 2018.
- Abebaioscia Vandel, 1973 i c g - Cavernarna Panniki, Nullarbor Plain, Sul da Austrália (1 espécie)
- Adeloscia Vandel, 1977 i c g - Nova Zelândia (1 espécie)
- Alboscia Schultz, 1995 i c g - Paraguai, sul do Brasil (3 espécies)
- Anaphiloscia Racovitza, 1907 i c g - Noroeste Mediterrâneo (2 espécies)
- Anchiphiloscia Stebbing, 1908 i c g - Leste de África, Madagascar, Ilhas Andamão, Arquipélago de Chagos (18 espécies)
- Andenoniscus Verhoeff, 1951 i c g - Peru, Panamá (2 espécies)
- Andricophiloscia Vandel, 1973 i c g - Leste de Nova Guiné (1 espécie)
- Androdeloscia Leistikow, 1999 i c g - América Tropical (17 espécies)
- Aphiloscia Budde-Lund, 1908 i c g - Leste de, sul da África, Madagascar, ilhas ocidentais Oceano Índico (19 espécies)
- Aquitanoscia Broly, de Lourdes Serrano-Sánchez, Rodríguez-García & Vega, 2017 g
- Araucoscia Verhoeff, 1939 i - Chile: Ilha Calbuco (1 espécie)
- Arcangeloscia Schmalfuss & Ferrara, 1978 i c g - Camarões, Reino do Congo, Malawi (7 espécies)
- Archaeoscia Vandel, 1973 i c g - Cuba (1 espécie)
- Arhina Budde-Lund, 1904 i c g
- Ashtonia Vandel, 1974 i c g - Austrália (1 espécie)
- Atlantoscia Ferrara & Taiti, 1981 i c g b - Ilha de Ascensão, Flórida, Brasil, Argentina, Ilha de Santa Helena (2 espécies)
- Australophiloscia Green, 1990 i c g - Austrália, Havaí, Tonga, Nomuka (3 espécies)
- Baconaoscia Vandel, 1981 i c g - Cuba (1 espécie)
- Barnardetia Xing & Chen, 2013 - anteriormente Perinetia Barnard, 1959 c g - Madagascar (1 espécie)
- Barnardoscia Taiti & Ferrara, 1982 i c g - África do Sul (2 espécies)
- Benthana Budde-Lund, 1908 i c g - Brasil, Paraguai (15 espécies)
- Benthanoides Lemos de Castro, 1959 i c g - Peru, Chile (3 espécies)
- Benthanops Barnard, 1932 i c g - África do Sul (1 espécie)
- Benthanoscia Lemos de Castro, 1958 i - Brasil (1 espécie)
- Burmoniscus Collinge, 1914 i c g - Sri Lanka, Nepal, Birmânia, China, Coreia, Taiwan, Indonésia, Camarões, Ilha de São Tomé, Moçambique, Somália, ilhas do Pacífico (65 espécies)
- Caraiboscia Vandel, 1968 i c g - Galápagos, Venezuela (2 espécies)
- Chaetophiloscia Verhoeff, 1908 i c g - Mediterrâneo (9 to 20 espécies)
- Colombophiloscia Vandel, 1968 i c g - Cuba (3 espécies)
- Reino do Congophiloscia Arcangeli, 1950 i c g - Guiné Bissau, Camarões, Angola, Guiné Equatorial (4 espécies)
- Ctenoscia Verhoeff, 1928 i c g - Mediterrâneo Ocidental (2 espécies)
- Cubanophiloscia Vandel, 1973 i c g - Cuba (1 espécie)
- Dekanoscia Verhoeff, 1936 i c g - Índia, caverna (1 espécie)
- Didima Budde-Lund, 1908 i c g - Madagascar (1 espécie)
- Equadoroniscus Vandel, 1968 i c g - Equador (1 espécie)
- Erophiloscia Vandel, 1972 i c g - Colombia, Equador (4 espécies)
- Eurygastor Vandel, 1973 i c g - Austrália (2 espécies)
- Floridoscia Schultz and C. Johnson, 1984 i c g - Sul da Flórida (1 espécie)
- Formicascia Leistikow, 2001 c g - Guiana (1 espécie)
- Gabãooscia Schmalfuss & Ferrara, 1978 i c g - Gabão (1 espécie)
- Halophiloscia Verhoff, 1908 - Mediterrâneo, Crimeia, Bermudas, Ilhas Canárias, EUA, Argentina (6 or 7 espécies)
- Havaíoscia Schultz, 1973 i c g - Havaí (1 espécie)
- Heroldia Verhoeff, 1926 i c g - Nova Caledônia (6 espécies)
- Hoctunus Mulaik, 1960 i c g - México (1 espécie)
- Huntonia Vandel, 1973 i c g - Austrália (1 espécie)
- Isabelloscia Vandel, 1973 i c g - Ilhas Salomão (1 espécie)
- Ischioscia Verhoeff, 1928 i c g - América do Sul (12 espécies)
- Javanoscia Schultz, 1985 i c g - Java (1 espécie)
- Jimenezia Vandel, 1973 i c g - Cuba (1 espécie)
- Laevophiloscia Wahrberg, 1922 i c g - Oeste da Austrália (9 espécies)
- Leonardoscia Campos-Filho, Araujo & Taiti, 2014 c g - Brasil (1 espécie)
- Leonoscia Ferrara & Schmalfuss, 1985 i c g - Serra Leoa (1 espécie)
- Lepidoniscus Verhoeff, 1908 i c g - Alemanha, Suíça, Áustria, Northern Itália, República Checa, Eslováquia, Iugoslávia  (4 espécies)
- Leptophiloscia Herold, 1931 i c g
- Leucophiloscia Vandel, 1973 i c g - Nova Guiné (1 espécie)
- Littorophiloscia Hatch, 1947 i c g b
- Loboscia Schmidt, 1998 i c g - Malásia (1 espécie)
- Metaprosekia Leistikow, 2000 c g - Venezuela (1 espécie)
- Metriogaster Vandel, 1974 i c g - Austrália (1 espécie)
- Microphiloscia Vandel, 1973 i c g - Cuba (1 espécie)
- Mirtana Leistikow, 1997 i c g - Costa Rica (1 espécie)
- Nahia Budde-Lund i c g - África do Sul (1 espécie)
- Nataloniscus Ferrara & Taiti, 1985 i c g - África do Sul (1 espécie)
- Natalscia Verhoeff, 1942 i c g
- Nesoniscus Verhoeff, 1926 i c g - Nova Caledônia (2 espécies)
- Nesophiloscia Vandel, 1968 i c g - Galápagos (1 espécie)
- Okeaninoscia Vandel, 1977 i c g - Ilhas Kermadec (1 espécie)
- Oniscomorphus Jackson, 1938 - Rapa Nui (1 espécie)
- Oniscophiloscia Wahrberg, 1922 i c g - Ilhas Juan Fernández e ilhas adjacentes no Chile (4 espécies)
- Oreades Vandel, 1968 i c g - Equador (1 espécie)
- Oroscia Verhoeff, 1926 i c g - Nova Caledônia (2 espécies)
- Oxalaniscus Leistikow, 2000 c g - México (1 espécie)
- Pacroscia Vandel, 1981 i c g
- Palaioscia Vandel, 1973 i c g - Nova Guiné (1 espécie)
- Papuaphiloscia Vandel, 1970 i c g - Bismarck Archipelago, China, Guadalcanal, Havaí, Nova Guiné, Japão, Nova Zelândia (11 espécie)
- Parachaetophiloscia Cruz & Dalens, 1990 i c g - Espanha (1 espécie)
- Paractenoscia Taiti & Rossano, 2015 c g - Marrocos (1 espécie)
- Paraguascia Schultz, 1995 i c g - Paraguai (1 espécie)
- Parapacroscia Vandel, 1981 i c g - Cuba (1 espécie)
- Paraphiloscia Stebbing, 1900 i c g - Ilhas Salomão, Samoa, Nova Guiné (9 espécies)
- Parischioscia Lemos de Castro, 1967 i c g - Guiana (1 espécie)
- Pentoniscus Richardson, 1913 i c g - Costa Rica (4 espécies)
- Philoscia Latreille, 1804 i c g b - Europa, Mediterrâneo (ca. 10 espécies)
- Philoscina Ferrara & Taiti, 1985 i c g - África do Sul (3 espécies)
- Platyburmoniscus Schmidt, 2000 - Sri Lanka (1 espécie)
- Platycytoniscus Herold, 1931 i c g - Flores, Sri Lanka (2 espécies)
- Pleopodoscia Verhoeff, 1942 i c g - África Oriental (6 espécies)
- Plumasicola Vandel, 1981 i c g - Cuba (1 espécie)
- Plymophiloscia Wahrberg, 1922 i c g - Austrália, Tasmânia (8 espécies)
- Portoricoscia Leistikow, 1999 i c g - Porto Rico (1 espécie)
- Prosekia Vandel, 1968 i c g - Venezuela (1 espécie)
- Pseudophiloscia Budde-Lund, 1904 i c g - Chile (3 espécies)
- Pseudosetaphora Ferrara & Taiti, 1986 i c g - Seychelles (1 espécie)
- Pseudotyphloscia Verhoeff, 1928 i c g - Sulawesi, Java, Taiwan (1 espécie)
- Pulmoniscus Leistikow, 2001 c g - Brasil (2 espécies)
- Puteoscia Vandel, 1981 i c g - Cuba (1 espécie)
- Quintanoscia Leistikow, 2000 c g - México (1 espécie)
- Roraimoscia Leistikow, 2001 c g - Brasil (1 espécie)
- Rostrophiloscia Arcangeli, 1932 i c g - República Dominicana (1 espécie)
- Sechelloscia Taiti & Ferrara, 1980 i c g - Seychelles (1 espécie)
- Serendibia Manicastri & Taiti, 1987 i c g - Sri Lanka (1 espécie)
- Setaphora Budde-Lund, 1908 i
- Sinhaloscia Manicastri & Taiti, 1987 i c g - Sri Lanka (1 espécie)
- Stenophiloscia Verhoeff, 1908 - Dalmácia, Grécia, Itália (6 espécies)
- Stenopleonoscia Herold, 1931 i c g
- Stephenoscia Vandel, 1977 i c g - Nova Zelândia (1 espécie)
- Sulesoscia Vandel, 1973 i c g - Cuba (1 espécie)
- Tenebrioscia Schultz, 1985 i c g - Java (1 espécie)
- Thomasoniscus Vandel, 1981 i c g - Cuba (1 espécie)
- Tiroloscia Verhoeff, 1926 i c g - Itália, Espanha (9 espécies)
- Togoscia Schmalfuss & Ferrara, 1978 i c g - Togo (1 espécie)
- Tongoscia Dalens, 1988 i c g - Tonga (1 espécie)
- Trichophiloscia Arcangeli, 1950 i c g - Sardenha (1 espécie)
- Troglophiloscia Brian, 1929 i c g - Cuba, México, Belize (3 espécies)
- Tropicana Manicastri & Taiti, 1987 i c g - Havaí, Sri Lanka, Arquipélago das Comores, Camarões (1 espécie)
- Tropiscia Vandel, 1968 i c g
- Uluguroscia Taiti & Ferrara, 1980 i c g - Equador (1 espécie)
- Vandelia Kammerer, 2006 c g (renomeado para Verhoeffiella Vandel, 1970)[8] - Nova Caledônia (1 espécie)
- Vandelophiloscia Schmalfuss & Ferrara, 1978 i c g - Costa do Marfim (1 espécie)
- Verhoeffiella Vandel, 1970 i g
- Wahrbergia Verhoeff, 1926 i c g - Nova Caledônia (1 espécie)
- Xiphoniscus Vandel, 1968 i c g - Equador (1 espécie)
- Yaerikima Leistikow, 2001 c g - Guiana (1 espécie)
- Zebrascia Verhoeff, 1942 i c g - Costa do Marfim, Bioko, Camarões (2 espécies)